# Louis Vaillant
Louis Auguste André Marie Vaillant (Paris, 26 novembre 1876 - Arras, 18 février 1963) est un médecin et explorateur français, fils de Léon Louis Vaillant et père du général d'armée Albéric Vaillant. 

## Biographie
Après sa thèse passée à Bordeaux en 1902, Étude expérimentale de quelques lésions viscérales causées par le venin des serpents, il devient médecin des troupes coloniales et accompagne comme astronome, topographe et naturaliste, en 1905, la mission de Paul Pelliot dans l'Asie centrale. Il s'est alors formé de manière autodidacte à l'Observatoire de Montsouris, au Bureau des longitudes et au Service géographique de l'Armée qui lui fournissent pour l'expédition un théodolite, une lunette astronomique et trois montres de précision. 
Vaillant va ainsi compléter amplement le travail de Pelliot. Il lève à la planchette deux mille cinq cents kilomètres d'itinéraires entre Kachgar et Lan-Tcheou, détermine avec précision quarante-sept positions géographiques corrigeant les erreurs des cartes précédentes, établit la cartographie de l'oasis de Koutcha sur une superficie de trois cents kilomètres du nord au sud et de cent kilomètres d'est en ouest ainsi que plus sommairement celle des oasis de Toumchouq, Ouroumtchi et Cha-Tcheou et observe la géographie physique et humaine de ces oasis et, particulièrement, le danger du mouvement des dunes. 
Vaillant se sépare régulièrement du reste de l'expédition pour mener des études plus approfondies de la géographie des contrées traversées. Ainsi, en été 1907, il pénètre dans les monts Tian-Chan au nord de Koutcha pour y reconnaître les mines de cuivre, d'alun et de charbon du Zamutch-Tagh. Il étudie aussi en septembre la faune et la flore autour du lac Karakul et, en décembre, explore seul les ruines de Manas. Il traverse aussi par le col de Youlgoun-Terek, le massif du Tabyn-Bogdo-Ola (ceb). 
Après une expédition jusqu'à Dunhuang, en juillet 1908, il part seul vers Xining pour visiter la lamaserie de Koumboum. 
Outre l'importance des travaux de Vaillant lors de la mission Pelliot, celui-ci n'oubliera jamais qu'il est médecin et, dans toutes les villes où la mission s'arrête, Vaillant apporte tous les soins qu'il peut à la population, établissant à chaque fois un véritable petit dispensaire. Numa Broc n'hésite pas à écrire : « Il est certain que cet aspect médical et humanitaire n'a pas été sans conséquences sur le succès de la mission et qu'il a permis aux Français, que leur réputation précédait d'étape en étape, d'être partout bien accueillis ». 
Médecin-major de l'infanterie, Vaillant participe ensuite à deux campagnes militaires au Tonkin et est décoré de la Légion d'honneur le 28 décembre 1922.

## Publication
- Rapport sur les travaux géographiques faits par la mission archéologique d'Asie centrale (mission Paul Pelliot, 1906-1909), CTHS, 1955, p. 77-164 (avec une carte)